# Laura Montoya
Laura Montoya, en religion Mère Laura de sainte Catherine de Sienne, née le 26 mai 1874 à Jericó et morte le 21 octobre 1949 à Medellín, est une éducatrice et religieuse catholique colombienne qui fonda les Missionnaires de Marie Immaculée et de Sainte Catherine de Sienne, pour l'éducation et l'évangélisation des populations indiennes du continent américain. Elle est vénérée comme sainte par l'Église catholique, et est la première colombienne canonisée.

## Biographie

### Jeunesse

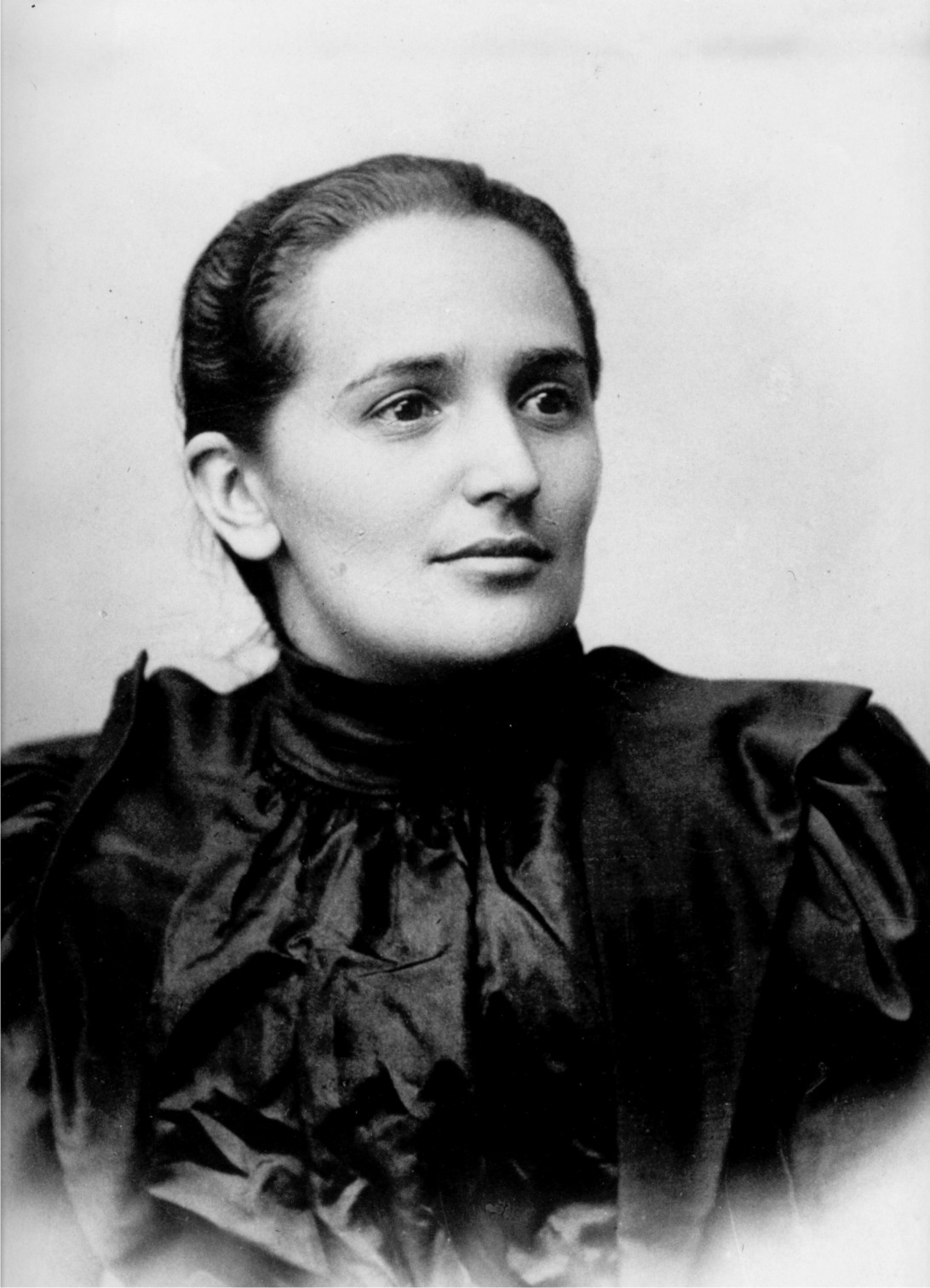
Laura Montoya institutrice.

Laura Montoya Upequi est la fille de Juan de la Cruz Montoya et de Dolores Upequi. Elle est la seconde de leurs trois enfants. Elle a deux ans lorsque son père est tué en 1876, pendant la Guerre civile colombienne de 1876-1877. Les biens de la famille sont confisqués, les trois enfants et leur mère connaissent une grande pauvreté.
La jeune Laura est envoyée vivre chez sa grand-mère. Elle se sent délaissée, mais trouve refuge dans la prière, la méditation de l'Écriture sainte et l'Eucharistie. Lorsqu'elle a seize ans, sa mère lui demande de contribuer à faire vivre la famille en devenant institutrice. Malgré les faiblesses d'une éducation informelle, elle est admise à l'École normale d'instituteurs de Medellin.
Elle enseigne dans différentes écoles du département d'Antioquia. Elle dispense en plus l'enseignement de l'Évangile et les valeurs chrétiennes. Se sentant appelée à la vie religieuse, elle rêve de devenir carmélite. Elle ressent aussi le désir d'annoncer l'Évangile aux contrées les plus éloignées.

### Au service des Amérindiens
Elle décide finalement de se consacrer aux Indiens d'Amérique du Sud, et part en 1914 avec cinq compagnes, vers les lieux reculés où ils habitent. À une époque où ils sont considérés par beaucoup comme des sauvages, elle leur reconnaît la pleine dignité d'êtres humains et veut s'insérer parmi eux, dans leur culture, pour les conduire au Christ, « avec une pédagogie efficace qui respecte leur culture et ne s'oppose pas à elle », selon les mots du pape François.

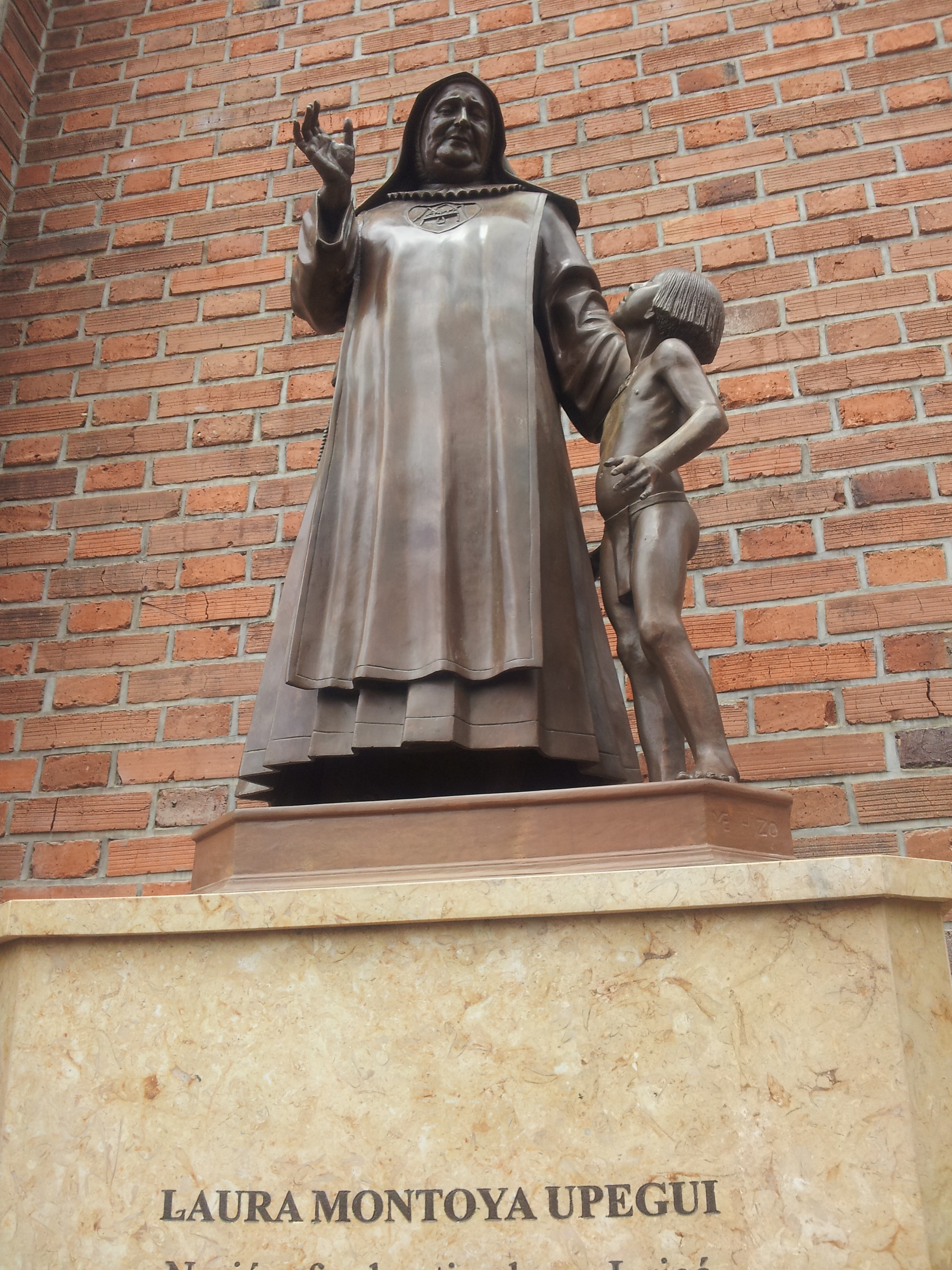
Statue de sainte Laura avec un enfant amérindien.

Pour pérenniser son œuvre, elle fonde en 1917 la « Congrégation des Missionnaires de Marie Immaculée et de Sainte Catherine de Sienne ». À Dabeiba, elle mène une vie de pauvreté, de service et d'évangélisation, en étant incomprise et méprisée de plusieurs responsables religieux et civils. Elle meurt à Medellin en 1949.
Les Missionnaires de Marie Immaculée et de Sainte Catherine de Sienne, surnommées les « Lauritas », exercent en 2013 dans vingt pays, surtout en Amérique latine.

## Enquêtes et reconnaissances

### Béatification

#### Enquête sur les vertus

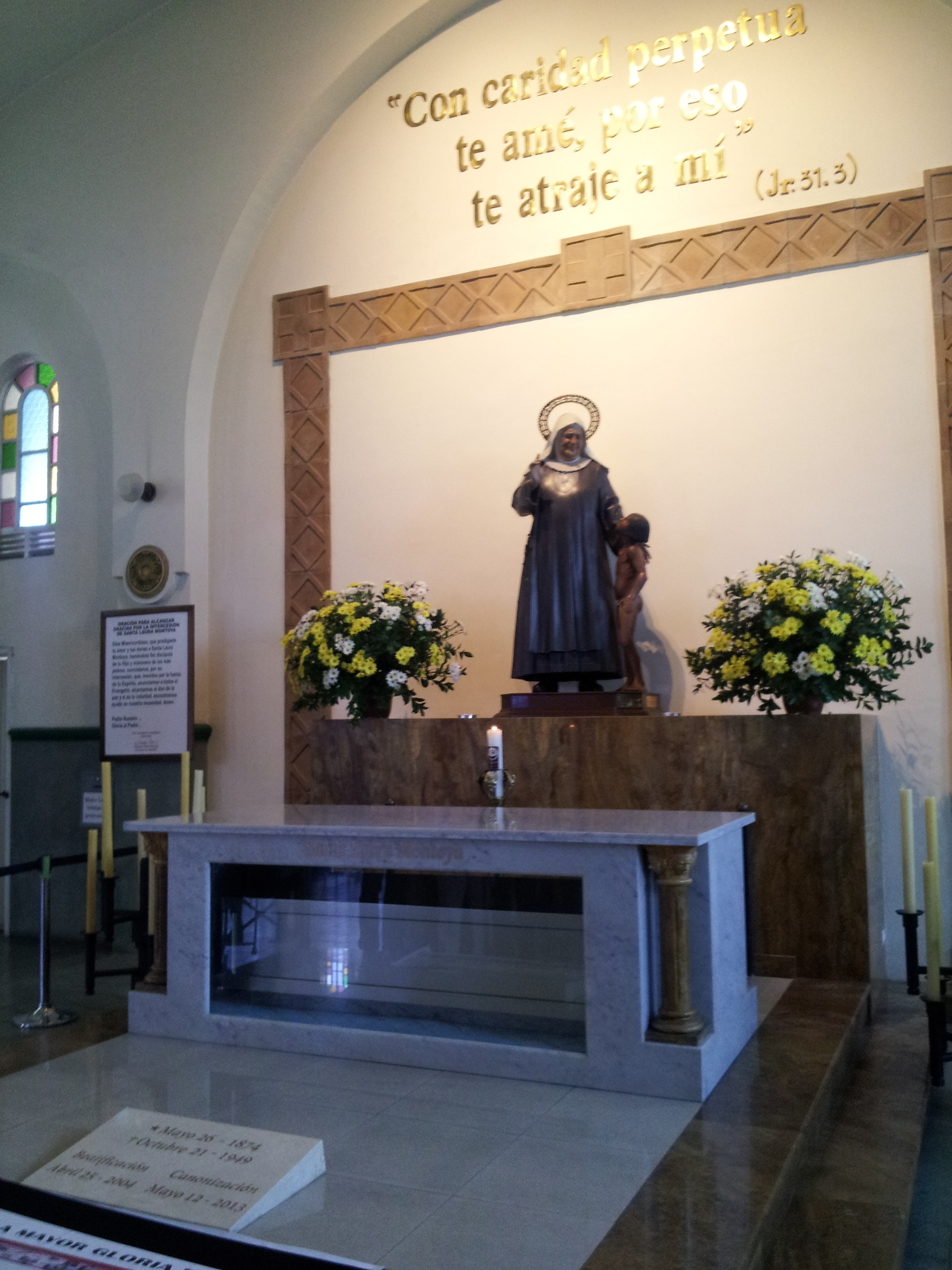
Tombe de Laura Montoya à Medellín.

La cause pour la béatification et la canonisation de Laura Montoya débute le 24 juin 1963, à Medellín. L'enquête diocésaine récoltant les témoignages sur sa vie se clôture le 19 décembre 1977, puis envoyée à Rome pour y être étudiée par la Congrégation pour les causes des saints.
Après le rapport positif des différentes commissions sur la sainteté de Laura Montoya, le pape Jean-Paul II procède, le 22 janvier 1991, à la reconnaissance de ses vertus héroïques, lui attribuant ainsi le titre de vénérable.

#### Reconnaissance d'un miracle
En 2002 débute une enquête médicale sur une guérison attribuée à l'intercession de Laura Montoya. Il s'agit du cas d'une femme de 86 ans, atteinte d'un cancer à l'utérus, dont la tumeur disparut totalement après avoir invoqué l'intercession de Laura Montoya.
À la suite des rapports médicaux concluant à l'absence d'explication scientifique, le pape Jean-Paul II reconnaît, le 7 juillet 2003, comme authentique cette guérison attribuée à Laura Montoya, et signe le décret de sa béatification. 
Elle est solennellement proclamée bienheureuse le 25 avril 2004 au cours d'une messe célébrée par le pape Jean-Paul II, sur la place Saint-Pierre à Rome.

### Canonisation

#### Second miracle reconnu
En 2008 débute une nouvelle enquête sur un second miracle attribué l'intercession de Laura Montoya, indispensable pour sa canonisation. Il s'agit du cas d'un médecin, atteint d'une grave déformation musculaire, qui trouva soudainement le rétablissement normal de ses membres après avoir prié la bienheureuse Laura Montoya.
À la suite des rapports des commissions médicales et théologiques, le 20 décembre 2012, le pape Benoît XVI reconnaît comme authentique cette guérison dite miraculeuse, et signe le décret de sa canonisation.

#### Cérémonie de canonisation
Laura Montoya est solennellement proclamée sainte le 12 mai 2013, au cours d'une messe célébrée par le pape François, sur la place Saint-Pierre à Rome. Laura Montoya devient ainsi la première sainte colombienne.

### Vénération
Sa fête est célébrée le 21 octobre.
La châsse contenant sa dépouille est exposée à la vénération des fidèles dans le sanctuaire de La Luz à Medellìn.